# Schlacht von Lüshunkou
Pungdo – Seonghwan – Pjöngjang – Yalu – Jiuliangcheng – Lüshunkou – Weihaiwei – Yingkou – Pescadoren
Bei der Schlacht von Lüshunkou eroberten japanische Truppen im November 1894 den am Golf von Bohai gelegenen befestigten Marinestützpunkt Lüshunkou während des Ersten Japanisch-Chinesischen Krieges. Die Schlacht wird in westlichen Quellen auch oft als Schlacht von Port Arthur bezeichnet.

## Hintergrund
Nachdem die japanischen Streitkräfte die Kontrolle über Korea in den Schlachten bei Pjöngjang und am Yalu gesichert hatten, plante die japanische Führung ein Vorgehen gegen die Hauptstadt der herrschenden chinesischen Qing-Dynastie Peking. Hierfür sollten die beiden die Bucht von Bohai umfassenden Halbinseln Liaodong und Shandong mit den dort vorhandenen Festungsanlagen erobert werden, um die Kontrolle des Seeweges nach Peking sicherzustellen. Lüshunkou war hierbei mit dem best ausgebautesten Marinestützpunkt mit von preußischen Offizieren geplanten Befestigungen erstes Hauptziel der japanischen Streitkräfte. Teile der 1. Armee unter Yamagata Aritomo sollten gegen Lüshunkou von Land vorgehen. Der Rest der Armee sollte durch einen Vormarsch auf die Heimat der Qing Mukden vom eigentlichen Angriffsziel ablenken. Die 2. Armee unter Nogi Maresuke sollte auf der Liaodonghalbinsel anlanden und die strategisch günstig gelegene Stadt Jinzhou einnehmen von welcher aus Lüshunkou beschossen werden konnte.
Der mit der Führung des Krieges betraute Gouverneur von Zhili Li Hongzhang verfolgte als eines seiner Hauptkriegsziele die unter seiner Ägide aufgebaute Beiyang-Flotte zu bewahren. In Abstimmung mit deren Kommandanten Admiral Ding Ruchang ließ er die Flotte vor der Schlacht in den auf Shandong liegenden Stützpunkt Weihaiwei in Sicherheit bringen. Die chinesischen Verteidiger von Lüshunkou mussten deswegen ohne Unterstützung von See auskommen.

## Verlauf
Die japanische Armee landete am 24. Oktober 1894 auf der Liaodonghalbinsel und konnte diese am 6. November einnehmen. Die chinesischen Verteidiger zogen sich kampflos auf Lüshunkou zurück. Tags darauf nahm die 2. Armee Dalian kampflos ein. Am 20. November erreichten erste japanische Truppen Lüshunkou und begannen am Folgetag mit dem Generalangriff auf die Befestigungen und die Stadt. Die chinesischen Truppen hatten sich bereits tags zuvor in Disziplinlosigkeit aufgelöst. Hierbei kam es zu Plünderungen von Armeebeständen und Zivilisten. Ebenso wurden große Mengen an Kriegsmaterial und Vorräten nicht vernichtet und fielen somit den Japanern in die Hände. Die Stadt fiel am 21. November in die Hände der japanischen Truppen. Bis die Stadt endgültig gesichert werden konnte vergingen bis zum 25. November mehrere Tage.
Die chinesischen Streitkräfte stellten in Lüshunkou öffentlich verstümmelte Leichen japanischer Kriegsgefangener zur Schau. Gegen die Order des Kriegsminister Ōyama Iwao der in einem Befehl Übergriffe gegen Kriegsgefangene und Zivilisten verbot, kam es zu einem Massaker japanischer Soldaten an chinesischen Kombattanten und Zivilisten. Westliche Beobachter berichteten von Mord, Vergewaltigung, Folter und dem Zurschaustellen verstümmelter Leichen. Die japanische Presse versuchte, die Schuld an dem Massaker angeworbenen chinesischen Kulis zuzuschieben. Augenzeugenberichte wie auch Aufzeichnungen japanischer Soldaten benennen jedoch japanische Soldaten als auslösend für das Massaker. Angaben über die Opferzahlen des Massakers schwanken von 2.000 bis 60.000 Todesopfern.
Bei der Evakuierung der Beiyang-Flotte aus dem Hafen von Lüshunkou lief das Turmschiff Zhenyuan, das mit seinem Schwesterschiff der Dingyuan die Flaggschiffe der Flotte stellte, auf Grund und fiel für den Rest des Kriegs aus. Der Kommandant des Schiffs Kommodore Lin Taizeng wurde für den Verlust zum Tode verurteilt und beging daraufhin Selbstmord.

## Folgen
Für die chinesische Seite bedeutete die Niederlage einen schweren Schlag für das Prestige des eigenen Militärs im Inland wie im Ausland. Die chinesischen Behörden zensierten Meldungen über die Niederlage, weswegen der wahre Verlauf der Schlacht erst nach und nach bekannt wurde. Li Hongzhang verlor als einer der prominentesten Figuren der chinesischen Innenpolitik ebenso an Ansehen. Er wurde vom Hof seiner Ehrentitel enthoben, behielt jedoch seine politischen Funktionen weiterhin. Er wurde jedoch als Gouverneur von Zhili durch Li Kunyi ersetzt.
Die japanische Regierung und Militärführung zogen aus dem Sieg mittels PR-Maßnahmen großen innenpolitischen Gewinn. Am 9. Dezember 1894 wurde der Sieg bei Lüshunkou mit staatlichen Feierlichkeiten zelebriert, die es bisher nur zur Verabschiedung der Meiji-Verfassung in diesem Ausmaß gegeben hatte. Die erbeuteten Kohlevorräte der Beiyang-Flotte wurden von den Japanern für den Vormarsch zur See gegen Weihaiwei eingesetzt.